# Coptosia mimeuri
Coptosia mimeuri är en skalbaggsart som först beskrevs av Maurice Pic 1950.  Coptosia mimeuri ingår i släktet Coptosia och familjen långhorningar. Inga underarter finns listade i Catalogue of Life.